# Max Baer
Maximilian Adelbert Baer (11. února 1909 Omaha — 21. listopadu 1959 Hollywood) byl americký boxer, mistr světa v těžké váze v letech 1934 až 1935.
Narodil se v Nebrasce, jeho otec byl německý Žid a matka irská protestantka. V roce 1922 se rodina přestěhovala do Kalifornie, v roce 1929 začal Max profesionálně boxovat. V roce 1930 v ringu smrtelně zranil Frankieho Campbella, jeho pověst nebezpečného boxera také potvrdilo úmrtí Ernie Schaafa pět měsíců poté, co byl Baerem knockoutován, ale souvislost je sporná. V roce 1933 získalo velký ohlas jeho vítězství nad favorizovaným Němcem Maxem Schmelingem. V roce 1934 porazil Baer v zápase o titul mistra světa Itala Primo Carneru. O rok později titul ztratil po porážce s Jamesem J. Braddockem. Celkově v kariéře vyhrál 68 zápasů (z toho 52 K.O.) a 13 prohrál. Kariéru ukončil v roce 1941, později působil jako ringový rozhodčí.
Baer se věnoval také herectví, ve filmu The Prizefighter and the Lady byla jeho partnerkou Myrna Loy, vystupoval v televizní show Buda Abbotta a Lou Costella, působil také jako rozhlasový diskžokej. Ve filmovém světě působila také jeho manželka Dorothy Dunbar, bratr Buddy Baer a syn Max Baer Jr. Posmrtně byl uveden do Mezinárodní boxerské síně slávy a do Síně slávy židovského sportu, v Livermore (Kalifornie) po něm byl pojmenován městský park. Ve filmu Rona Howarda Těžká váha hrál Baera Craig Bierko. Také Ota Pavel ho zmiňuje v povídce Běh Prahou: „První žid na světě pro něho nebyl ani pan Einstein, ani pan Chaplin, ale boxer Baer, který vyřídil Schmelinga.“